# おかみ三代女の戦い
『おかみ三代女の戦い』（おかみさんだい おんなのたたかい）は、1995年1月12日から同年3月23日まで、TBS系列で放送されたTBS、テレパック製作のテレビドラマである。放送時間は、毎週木曜21時から21時54分（JST）。全11話。最終回の視聴率は22.3%。
放送当時、一部女性誌で山岡久乃と高橋由美子との間に確執が報道される騒動もあった（山岡、高橋は共に報道内容を否定している）。
地上波やCS放送のTBSチャンネルで再放送されてきたが2021年12月8日から12月22日の月曜日から金曜日まで17時からBS放送のBS-TBSで再放送された。

## ストーリー
養父が多額の借金を残して行方不明となったため、母と2人、夜ごと押しかける借金取りに悩みつつ暮らす高校三年生・さつき。
そんなある日、母がさつきに「ある温泉旅館で働いてくれ」と言い出す。「そうすれば、その旅館が借金をすべて肩代わりしてくれる」と言うのだ…。
母が一向に詳しい説明をせず、わけも分からないまま旅館へ向かうさつき。そこでは、大女将がさつきを待っていた…。

## 主な登場人物
- 村雨さつき：高橋由美子

作中での役職：女将→仲居→若女将
18歳。普通の高校生だったが、老舗旅館「久松」の女将を任されてしまう。当然、旅館のことなど何もわからず失敗も多く、周囲からいじめられたり、出生の秘密を知ってしまうなど、辛い目に遭うが、前向きで明るい性格で乗り越えてゆく。
- 村雨葉子：高橋惠子

42歳。さつきの母。後に、仲居に降格したさつきを精神的に支える目的で、志津枝が仲居として呼び寄せる（この際、『村木』と偽名を名乗っていた)。他の仲居たちには親子であることを隠していた。未婚で妊娠するまで小学校の教員をしていた。
- 久松志津枝：山岡久乃

68歳。大女将。かつて夫と不倫し身籠もった葉子を、町にいられなくなるようにし向けた。久松の女将に嫁の江里子ではなく、葉子の子供であるさつきを指名する。孫娘の美帆を可愛がっており、美帆を女将に指名、さつきを降格させるなどの気持ちの揺れもみせる。
- 久松江里子：萬田久子

作中での役職：若女将→女将
36歳。若女将として久松の経営権を握る。久松家に嫁入りしてから20年近く、女将になるために頑張ってきた。だが姑である志津枝とは少々、不仲。さつきを女将に据えた志津枝に反発、さつきを攻撃する。
- 久松芳雄：峰竜太

41歳。志津枝の息子で江里子の夫（さつきの異母兄）。旅館の跡取りだが、恐妻家に加え、性格に少々、無責任な面がみられ、旅館の経営には無関心。以前は役者志望だったらしい。
- 久松美帆：鈴木蘭々

18歳。芳雄と江里子の娘（さつきの姪）。ずっと家出していたが、第3話で帰宅。母が女将になることを望み、そのために邪魔なさつきを目の敵にする。久松直系の跡取りで志津枝も可愛がり、第6話では次期女将に指名されるが、拗ねたような言動・旅館経営に対しての信念などをさつきらに指摘される。のちに両親と和解し、同時に葉子を呼び戻す。
- 木村三郎：柴俊夫

47歳。板長。謹厳実直な人柄で、志津枝からも絶大な信頼を得ている。葉子とも昔からの知り合いで、さつきの心強い味方。ふて腐れて暴れた美帆を叱りつけたこともある。
- 前田亮介：西村和彦

28歳。江里子の義弟で支配人。たまたまさつきを庇った次の日が誕生日だったとし、さつきが感謝を込めてプレゼントしたことから次第に心を通わせていくが、江里子からは、裏切り者と思われてしまう。その一方で7話では酔っぱらった客に、続く8話ではさつきの恋人、高村にさつきを虐めたと誤解され、殴られてしまう。
- 吉岡秀行：野村信次

48歳。経理部長兼フロント。
- 山田幸男：金田明夫

34歳。下足番。さつきには好意的。
- 今井京子：柴田理恵

38歳。仲居の筆頭格で離婚歴あり。さつきに辛辣な態度で接していたが、再会した娘の心を開かせた事で次第に和解してゆく。
- 京子の元夫:河原崎建三

自身の不倫が元で京子と離婚。愛人だった女と再婚するが、財産を売り払われた挙げ句に逃げられたらしい。京子に謝罪に訪れる。
- 今井ますみ（漢字表記不明）:久積絵夢

両親が離婚後、父と継母と暮らしていた。高校入試に失敗、就職も決まらずにふてくされ、父と共に訪れた久松で京子を罵倒。しかしさつきから叱責を受け、同時に周囲からの説明で母への誤解を解く。
- 山田千代子：吉野綾

30歳。仲居で、山田の妻。
- 橋本純代：大島蓉子

37歳。仲居。江里子の女将就任を願っている。
- 舞浜里美：春井ユカ（春井優雅子）

30歳。仲居。木村に好意を抱いている。
- 竹内利恵：畠山明子

26歳。仲居。純代と同じく、江里子が女将になることを望む。
- 小池晴美：松永香織

19歳。仲居。さつきとは年も近く、仲良くしたいと思っているが、他の仲居たちの手前それができず困惑している。
- 石井康二：渡祐志

25歳。板前。
- 村雨和也：斉木しげる

葉子の夫で、さつきの養父。多額の借金と共に、行方不明となったが、後に久松に宿泊（そもそもこれは、彼がヤクザに絡まれたため）。葉子と共謀し窃盗を企むが失敗。さつきによって追放され、再び行方をくらます。
- 森田：森田正光

旅行会社「森田観光」社長。「久松」に客を引率してきては、天気の解説をする。
- 高村靖：阿久津健太郎

さつきの恋人。しかし彼女が女将になった事から、次第に距離が発生。疎遠になってゆく。
- 水谷真理子：一宮里絵

高村に急接近。さつきをやきもきさせる。

## ゲスト
第4話
- 菊田良幸：潮哲也

第5話
- 谷島秀夫：石井愃一

## スタッフ
- 脚本：石原武龍
- 演出：佐々木章光、淡野健、藤尾隆（テレパック）
- プロデューサー：矢口久雄（テレパック）、高田卓哉（TBS）
- 音楽：ボブ佐久間
- 制作：TBS、テレパック

## 主題歌
- 「涙の街角」
  - 作詞・歌：髙橋真梨子／作曲：松田良／編曲：林有三

10話と11話では1-9話のオープニングのスロットに美帆が追加された。

## サブタイトル
1. 家族風呂は大騒ぎ
2. 強盗様ご案内です
3. 大女将の決断！
4. 新女将は大問題！
5. 女将・失格!?
6. ストライキ決行中
7. 失踪した若女将!?
8. 母親追放！
9. 新女将誕生か？